# Albedomierz

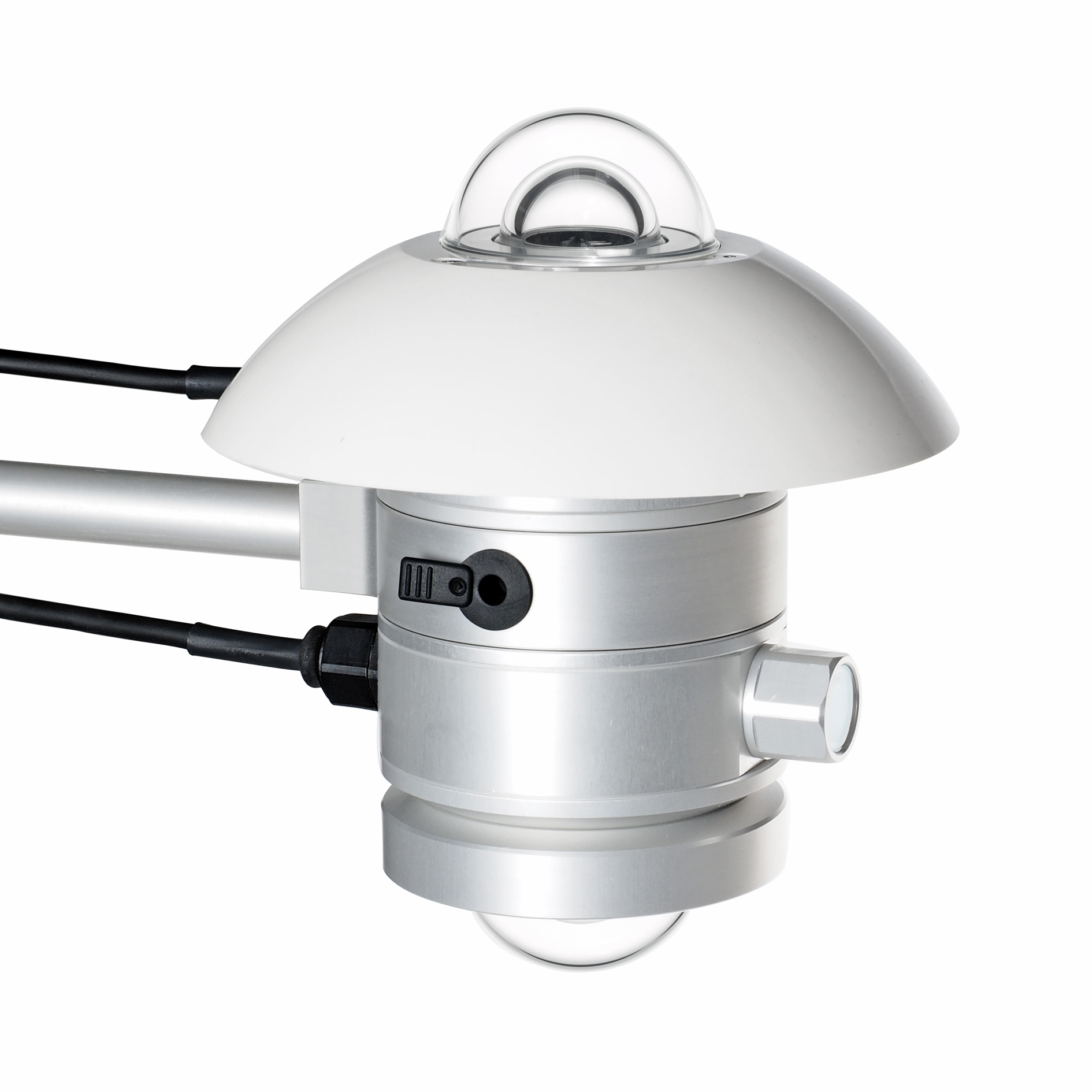
Albedometr model SRA01, składający się z dwóch pyranometrów.

Albedomierz – przyrząd meteorologiczny do pomiaru odbitego od powierzchni Ziemi promieniowania słonecznego. Pozwala na wyznaczenie albedo różnych rodzajów podłoża. Składa się z dwóch solarymetrów, z których jeden skierowany jest ku górze i mierzy całkowite promieniowanie słoneczne (bezpośrednie i rozproszone), a drugi, skierowany w dół, mierzy strumień promieniowania odbitego. 
Albedo oblicza się przez podzielenie wskazań promieniowania odbitego do padającego. 